# Ernst Bertram (Schriftsteller)

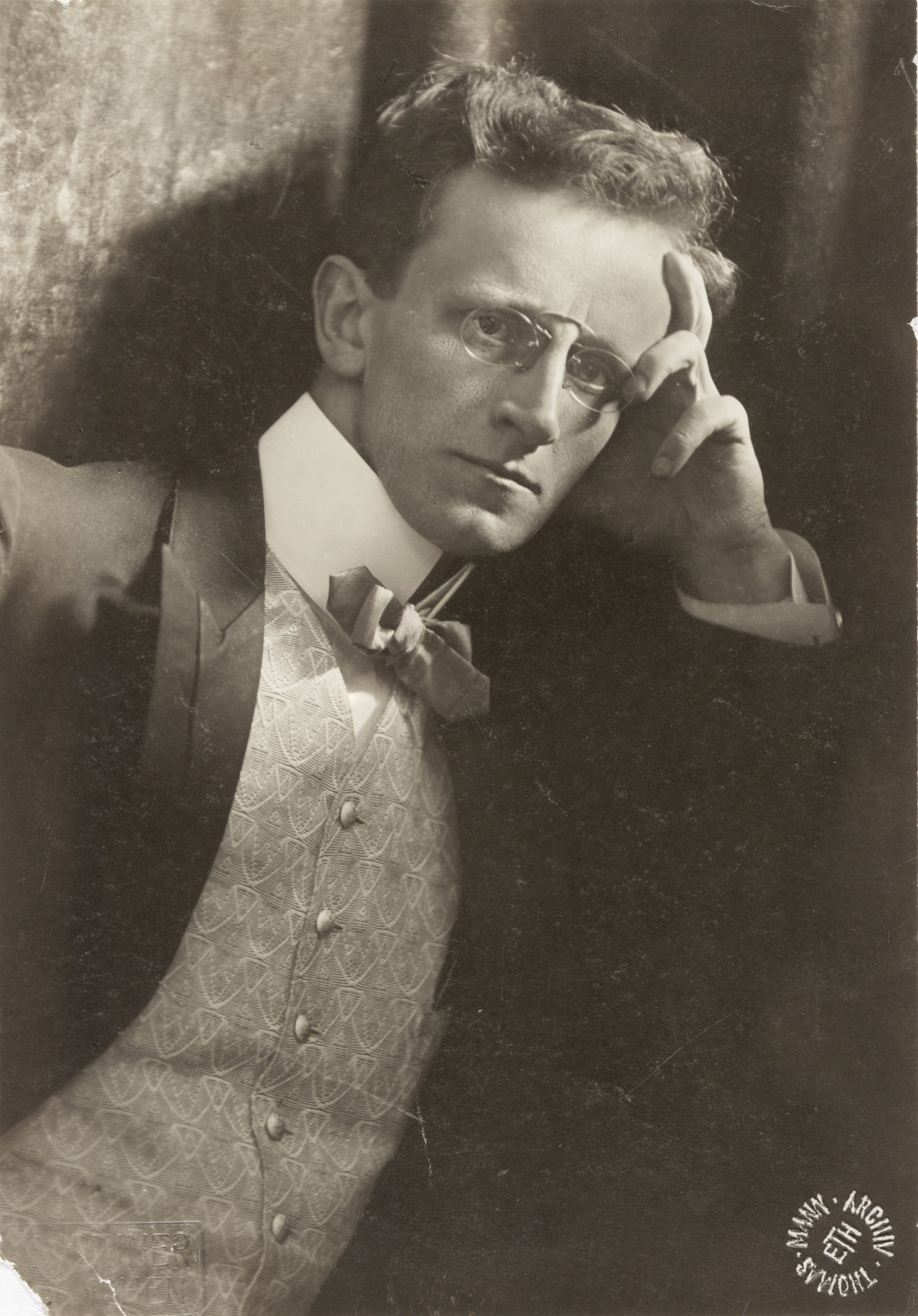
Ernst Bertram (1918), Foto: Franz Grainer

Ernst August Bertram (* 27. Juli 1884 in Elberfeld (heute zu Wuppertal); † 3. Mai 1957 in Köln) war ein deutscher Professor für Germanistik an der Universität zu Köln, aber auch Dichter und Schriftsteller, der meist fälschlich dem Kreis um den Lyriker Stefan George zugerechnet wird.

## Leben
Ernst Bertram wurde als Sohn des evangelisch-lutherischen Überseekaufmanns Ernst Bertram und seiner Ehefrau Johanne Müller geboren. Auf dem Evangelischen Gymnasium seiner Heimatstadt, dem heutigen Wilhelm-Dörpfeld-Gymnasium, legte er im Frühjahr 1903 das Abitur ab. Bertram studierte dann in Berlin, München und Bonn Deutsche Literaturgeschichte, Neuere Kunstgeschichte und Philosophie. Am 9. Juli 1907 wurde er mit einer bei Berthold Litzmann geschriebenen Dissertation über die Novellentechnik Adalbert Stifters an der Universität Bonn promoviert.
Das Jahr 1906 war für ihn von zwei zentralen Begegnungen geprägt: Einerseits fand er über Saladin Schmitt Zugang zu Stefan George. Andererseits lernte er zu Beginn des Sommersemesters seinen Lebensgefährten Ernst Glöckner kennen. Beide begriffen ihre Liebe als „großes Mysterium“ und feierten ihren „Du-Tag“ mit Beethoven-Musik und Thomas Mann-Lektüre. Das Werben Georges um Glöckner führte zu einem Dreiecksverhältnis, weil Glöckner an Bertram festhielt.
Werkmäßig folgten verschiedene essayistische Schriften über Hugo von Hofmannsthal, Stefan George, Theodor Fontane, Gustave Flaubert, Conrad Ferdinand Meyer und Thomas Mann. Mit letzterem war Bertram über längere Zeit eng befreundet und wurde sogar Taufpate seiner Tochter Elisabeth.
1918 erschien Bertrams Buch Nietzsche – Versuch einer Mythologie, mit dem er in literarisch interessierten Kreisen schnell bekannt wurde; 1919 habilitierte er sich auf Anraten seiner Lehrers Berthold Litzmann mit diesem Buch in Bonn für das Fach der Neueren Literaturgeschichte. Vom Einfluss auf Thomas Mann während jener Zeit zeugen die erhaltenen Briefe Manns an Bertram (256 Schriftstücke im DLA Marbach) sowie Manns nahezu gleichzeitig erschienenen Betrachtungen eines Unpolitischen, deren Entstehung durch einen intensiven Gedankenaustausch begleitet wurde. Im Januar 1922 erhielt er einen Ruf auf den Lehrstuhl für Neuere Literaturgeschichte an der Universität Köln, nachdem eine Berufung Josef Nadlers gescheitert war.
Dem französischen Schriftsteller Maurice Barrès antwortete Bertram 1921 auf dessen Vorlesungsreihe Le génie du Rhin, in der Barrès in die Bestrebungen zur Ablösung des Rheinlands eingriff, mit der 1922 auch als Buch erschienenen Polemik Rheingenius und Génie du Rhin sowie dem im gleichen Jahr erschienenen Gedichtzyklus Der Rhein. Dem Gegensatz von Norden und Süden sowie der Ungleichheit der Völker verlieh er im Zyklus des Nornenbuchs (1925) Ausdruck. Der dem Andenken seines im gleichen Jahr verstorbenen Freundes Ernst Glöckner gewidmete Zyklus Griecheneiland (1934) modifizierte die Abwertung des Südens etwas. Der Literaturwissenschaftler Günter Hess urteilt über diese Dichtungen: „Am Beispiel des Literarhistorikers und Dichters Ernst Bertram, dessen problematischer Natur man noch nicht gerecht geworden ist, weil man ihn nach dem Zerbrechen der Freundschaft mit Thomas Mann allzu schnell abfertigte, wäre zu zeigen, wie das Ringen um eine neue deutsche Mythologie, trotz ihrer gnadenlosen Esoterik und ihres Scheiterns, in der Nachfolge Nietzsches und Wagners, Hölderlins und Georges wenigstens Spuren von literarischer Bedeutung hinterlassen kann. […] Die Spruchdichtung des Anti-Historikers Bertram, der durch die Ereignisse der Jahre 1918/19 tief verstört und verletzt ist, versucht die historische Situation zu bewältigen, indem er in seinen Gedichtzyklen das Panorama der Geschichte als »Bildwerdung« neuer Möglichkeiten interpretiert.“
Der Nationalliberale Bertram lehnte die Weimarer Republik ab; so blieb er 1929 kurzfristig der von der Universität veranstalteten Verfassungsfeier fern, nachdem Beamten die Teilnahme an der wenige Wochen vorher angesetzten Kundgebung gegen den Versailler Friedensvertrag durch das preußische Kultusministerium verboten worden war. Die „Machtergreifung“ der Nationalsozialisten begrüßte Bertram mit seiner zu Beginn des Sommersemesters am 3. Mai 1933 im Rahmen seiner Vorlesung gehaltenen Ansprache Deutscher Aufbruch. In die Abläufe der Kölner Bücherverbrennung versuchte er steuernd einzugreifen und scheint am 17. Mai 1933 daran teilgenommen zu haben. Bei der Bonner Verbrennung am 10. Mai 1933 zitierte der Volkskundler Hans Naumann (Mediävist) aus Bertrams Zyklus Wartburg das Gedicht „An die Jugend“ mit den Versen: „Verwerft, was euch verwirrt, / Verfemt, was euch verführt! / Was reinen Willens nicht wuchs, / In die Flammen mit was euch bedroht“.
Im September 1945 kam eine städtische Entnazifizierungskommission zu dem Schluss, dass Bertram „als ein Mann ausgewiesen“ (ist), „der zu den Ernährern des Nationalsozialismus gehört“. 1946 wurde Ernst Bertram des Lehramts enthoben, 1950 nach einer Überprüfung des Entnazifizierungsverfahrens jedoch rehabilitiert und emeritiert. Als Hochschullehrer war er nicht mehr tätig. Bertram wurde auf seinen Wunsch an der Seite seines Lebensgefährten Ernst Glöckner in Weilburg an der Lahn bestattet.
Bertram ist zeitlebens auch als Lyriker in Erscheinung getreten. Die meisten seiner Gedichtbände (unter anderen Der Rhein, Straßburg, Patenkinderbuch, Griecheneiland) erschienen im Insel Verlag. Darüber hinaus hat der Wiener Castrum Verlag, in Zusammenarbeit mit dem Publizisten Konrad Adam, 2023 eine bisher unveröffentlichte Gedichtsammlung Bertrams unter dem Titel Vineta herausgegeben.
Außerdem schrieb er verschiedene sogenannte „Spruchdichtungen“, d. h. aufeinander folgende und in einem gewissen Zusammenhang stehende Aphorismen (Der Wanderer von Milet, Sprüche aus dem Buch Arja, Deichgrafensprüche), die in dieser Form in der deutschen Literatur des 20. Jahrhunderts eine Einzelstellung besitzen. 

## Ehrungen
- 1939: Treuedienst-Ehrenzeichen in Silber, 2. Stufe[20]
- 1939: Joseph-von-Görres-Preis
- 1943: Rheinischer Literaturpreis
- 1953: Wuppertaler Kunstpreis[21]

## Werke (in Auswahl)
- Zur sprachlichen Technik der Novellen Adalbert Stifters. Ruhfus, Dortmund 1907
- Gedichte. Insel Verlag, Leipzig 1913
- Nietzsche. Versuch einer Mythologie. Bondi, Berlin 1918
- Straßburg. Ein Gedichtkreis. Insel Verlag, Leipzig 1920
- Zwei Gedichte aus dem unveröffentlichten Buch der Rhein. Privatdruck (?), Weilburg 1921
- Rheingenius und Génie du Rhin. F. Cohen, Bonn 1922
- Das Nornenbuch. Insel Verlag, Leipzig 1925
- Beethovens Bild. Rede zur Beethoven-Gedächtnisfeier. Oskar Müller, Köln 1927
- Von deutschem Schicksal, Gedichte. Insel Verlag, Leipzig 1933  (Insel-Bücherei 430/1)
- Wartburg. Spruchgedichte. Insel Verlag, Leipzig 1933
- Deutsche Gestalten. Fest- und Gedenkreden. Insel Verlag, Leipzig 1934
- Griecheneiland. Insel Verlag, Leipzig 1934
- Michaelsberg. Insel Verlag, Leipzig 1935
- Das weiße Pferd. Insel Verlag, Leipzig 1936
- Von der Freiheit des Wortes. Insel Verlag, Leipzig 1936 (Insel-Bücherei 485/1)
- Sprüche aus dem Buch Arja. Insel Verlag, Leipzig 1938
- Persische Spruchgedichte. Insel Verlag, Leipzig 1944 (Insel-Bücherei 87/3)
- Hrabanus. Aus der Michaelsberger Handschrift. Insel Verlag, Leipzig 1939
- Konradstein. Erzählung. Insel Verlag, Wiesbaden 1951
- Moselvilla. Flavus an Veranius. Bachem (in Kommission), Köln  1951
- Prosperos Heimkehr. Eine Gedenkmusik zur Wiederkehr von William Shakespeares Todestag . Auer, Donauwörth 1951
- Der Wanderer von Milet. Insel Verlag, Wiesbaden 1956
- Möglichkeiten. Ein Vermächtnis, hrsg. v. Hartmut Buchner. Neske, Pfullingen 1958 (mit Bibliographie Ernst Bertram S. 273–282)
- Vineta. Mit einem Vor- und Nachwort von Konrad Adam, Erstveröffentlichung, Castrum Verlag, Wien 2023, ISBN 978-3-9505469-0-3.

## Briefeditionen
- Inge Jens (Hrsg.): Thomas Mann an Ernst Bertram: Briefe aus den Jahren 1910–1955. Neske, Pfullingen 1960
- Friedrich Adam (Hrsg.): Ernst Glöckner: Begegnungen mit Stefan George. Auszüge aus Briefen und Tagebüchern 1913–1934. Lothar Striem, Heidelberg 1972